# バリーモアの聖母
『バリーモアの聖母』（バリーモアのせいぼ、伊: Madonna Barrymore, 英: Barrymore Madonna）として知られる『聖母子』（せいぼし、伊: Madonna col Bambino, 英: Madonna and Child）は、ルネサンス期のパルマ派の画家コレッジョが1505年から1510年頃に制作した絵画である。より正確にはアンドレア・マンテーニャのサークルの作品で、おそらくコレッジョによると考えられている。油彩。聖母子を主題としている。『バリーモアの聖母』という通称は所有者の1人が初代バリーモア男爵アーサー・ヒュー・スミス・バリーであったことに由来している。現在はワシントンD.C.のナショナル・ギャラリー・オブ・アートに所蔵されている。

## 作品

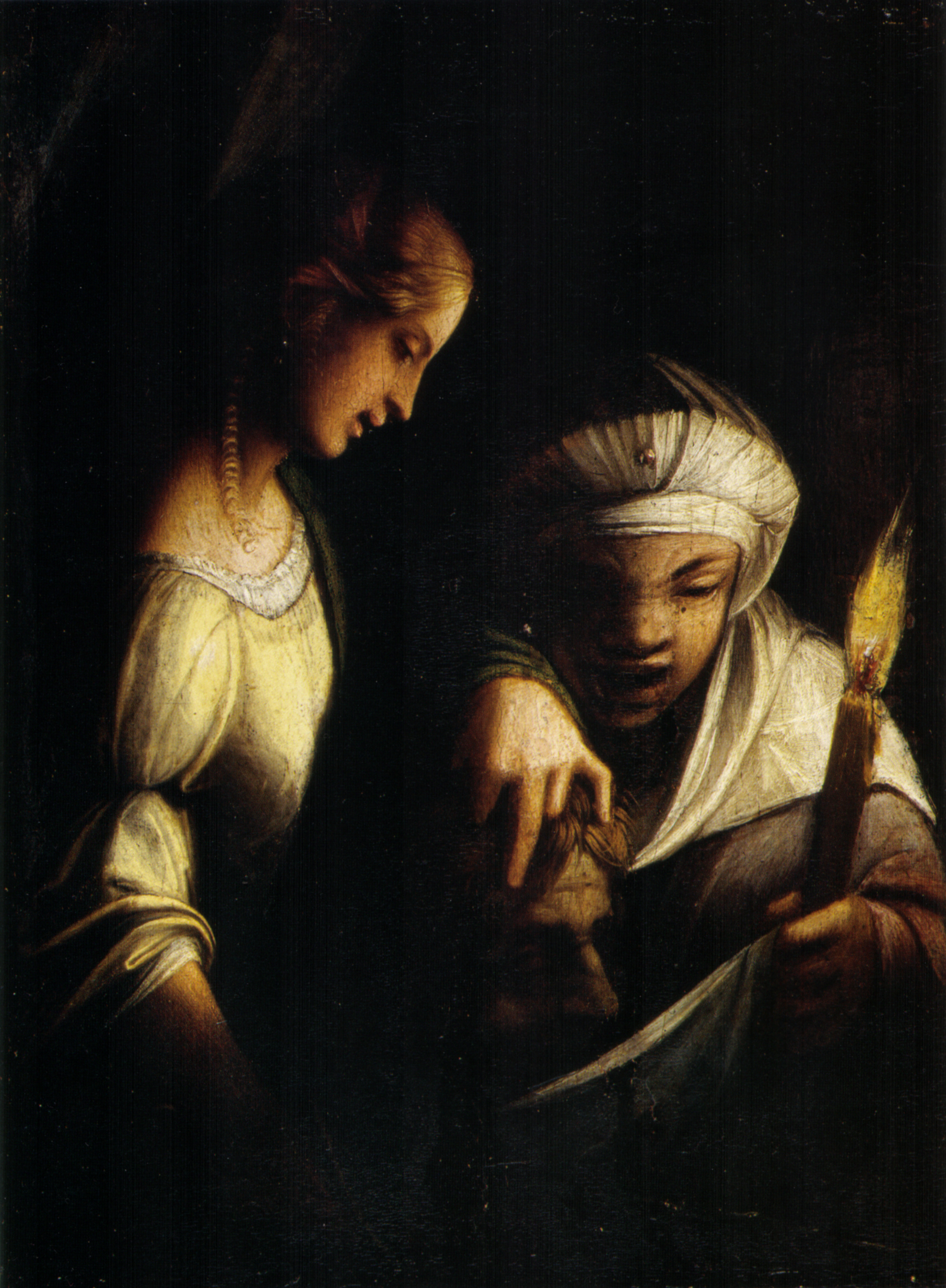
コレッジョの『ユディトとその侍女』。ストラスブールのロアン宮殿所蔵。

コレッジョは幼児のイエス・キリストに授乳する聖母マリアを描いている。裸の幼児キリストは聖母マリアの腕の中で目を閉じ、幼い左手を母の乳房に添えて吸っている。右手は幼児に特有の仕草で握りしめている。聖母はオリーブグリーンのドレスを着て、美しく明るい白のドレープで下半身を覆っており、ドレスのひだや洗練された装飾が白のドレープによって明るく照らされている。衣文の色彩と表現方法はマンテーニャを思い出させる。
美術史家デイヴィッド・エクセルジャンによると、この絵画は若いコレッジョと師であるマンテーニャとの親和性をよく反映している。そのマンテーニャ的特徴は、ミラノのポルディ・ペッツォーリ美術館に所蔵されている『眠る幼子といる聖母』（La Madonna col Bambino dormiente）やベルリンの絵画館に所蔵されている『ポルディ・ペッツォーリの聖母』（La Madonna Poldi Pezzoli）といった作品に見られるような、聖母子の図像や暗い背景で人物を強調する色彩の選択に見ることができる。聖母を半身像で表現することを好み、母子間の愛情に満ちた関係に焦点を当てたマンテーニャの図像にインスピレーションを得て、コレッジョはストラスブールのロアン宮殿所蔵の『ユディトとその侍女』（Giuditta e la sua ancella）と同じく幻想的かつ物思いにふける雰囲気が広く浸透した作品を生み出すことに成功している。ここでは、ほぼモノクロの絵具に支えられたクリアで繊細な光が吹き込まれており、色彩は連続するグレーズを通して広がっているように見え、後にジョルジョ・ヴァザーリが賞賛することになるコレッジョの色彩を「扱う」（toccare）能力がすでに明らかになっている。
聖母子という主題の選択と小さな画面は、本作品が顧客の個人的な信仰のために制作されたことを示している。発注者は不明であるが、コレッジョはこの小さな作品を非常に注意深く細部まで描写しているため、それなりに重要度の高い人物であったと考えられる。
帰属については、1930年にエミリア地方の芸術家の権威の1人コッラード・リッチによって最初にコレッジョに帰属された。その後ロベルト・ロンギ（1958年）とアルトゥーロ・カルロ・クィンタヴァッレに受け入れられた（1970年）。しかしセシル・グールドは制作者をマンテーニャと見なしたのち（1959年）、「マンテーニャのサークル、おそらくコレッジョの作」としてより不確かな帰属としたが（1968年）、結局コレッジョの帰属に同意しなかった（1976年）。
本作品を若いコレッジョのものとするならば、制作年代はかなり初期の1508年から1510年の間と考えられる。

## 来歴
絵画は長らくアイルランド貴族のバリーモア伯爵家の血を引くスミス＝バリー家によって所有されていた。その所有者はおそらく第4代バリーモア伯爵ジェームズ・バリーの息子ジョン・スミス＝バリー（John Smith-Barry）までさかのぼることができる。その後、息子のジェームス・ヒュー・スミス・バリー（James Hugh Smith-Barry）以下4代にわたってスミス＝バリー家に相続された。4代目の所有者は彼と同じ名前の孫ジェームス・ヒュー・スミス・バリーの息子である初代バリーモア男爵アーサー・ヒュー・スミス・バリーであった。絵画は男爵死後の1933年6月21日にロンドンのサザビーズで競売にかけられ、美術史家タンクレド・ボレニウスが美術商デュビーン・ブラザーズ（Duveen Brothers, Inc.）の仲介として購入した。その後、デュビーン・ブラザーズは1937年3月にニューヨークのサミュエル・H・クレス財団（Samuel H. Kress Foundation）に売却。財団は1939年にナショナル・ギャラリー・オブ・アートに寄贈した。

## ギャラリー
関連作品

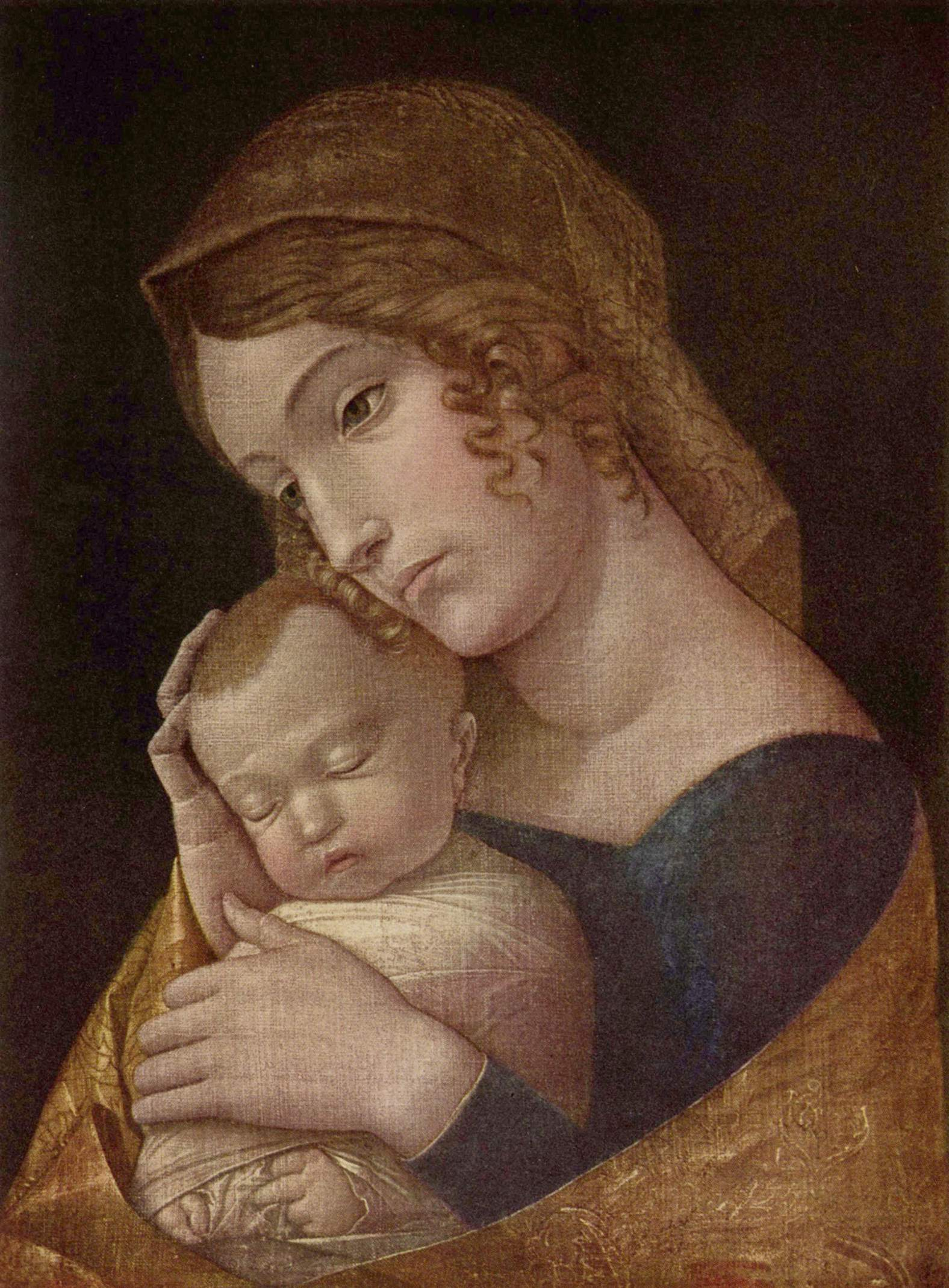
マンテーニャ『眠る幼子といる聖母』 ベルリン絵画館所蔵
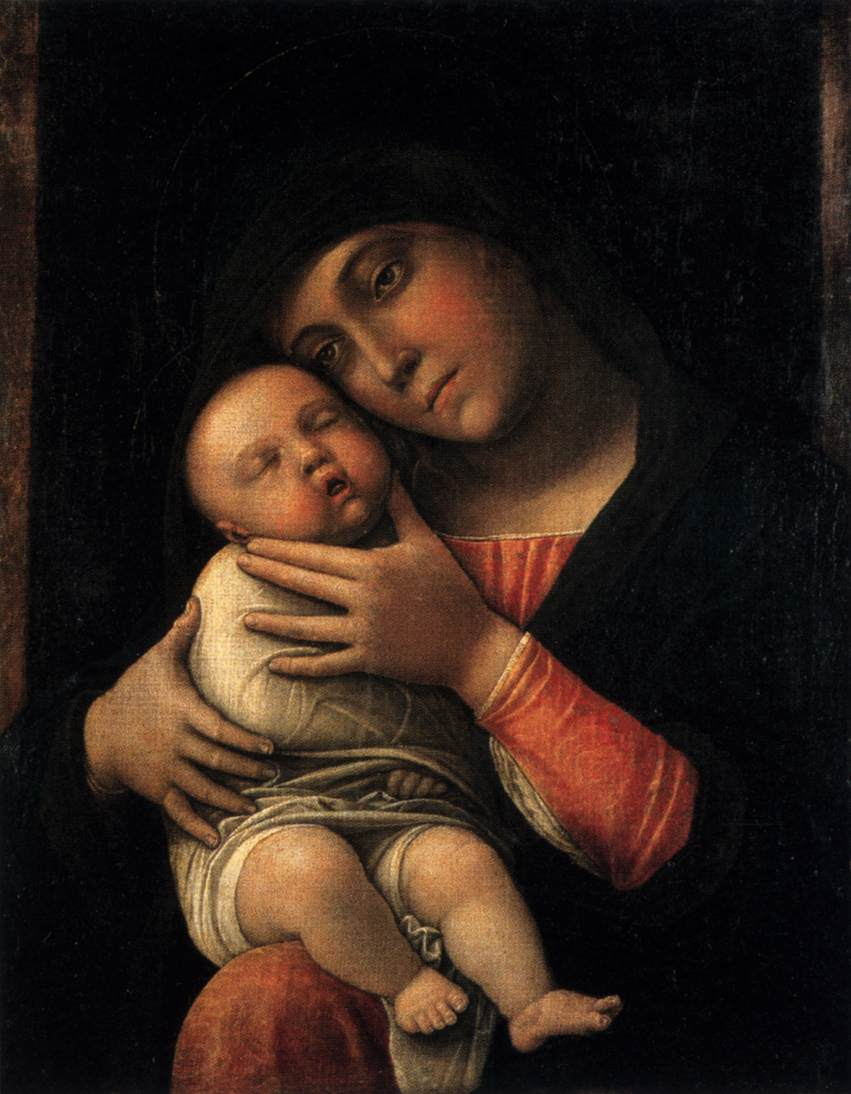
マンテーニャ『ポルディ・ペッツォーリの聖母』 ポルディ・ペッツォーリ美術館所蔵